# Evanghelie Zappa
Evanghelie Zappa (n. 23 august 1800, Labovë e Madhe, Districtul Gjirokastër, Regiunea Gjirokastër, Albania – d. 19 iunie 1865, Broșteni, Ion Roată, Ialomița, România), cunoscut și sub numele de Vanghelie Zappa, Evanghele Zappa, Evangelos Zappas sau Evangelis Zappas, a fost una dintre personalitățile balcanice ce au contribuit la reînvierea Jocurilor Olimpice.

## Biografie
S-a născut într-o familie de aromâni,  în anul 1800, în satul Labovë e Madhe, la acea vreme teritoriu aflat sub stăpânirea Imperiului Otoman, acum parte a districtului Gjirokastër din Albania.
Evanghelie Zappa a deținut numeroase moșii în jurul capitalei, București, și în Bărăgan. 
A devenit celebru la vremea lui prin strădaniile de reînviere a Jocurilor Olimpice. Astăzi, această etapă a istoriei lor este denumită preolimpică. În 1850, la inițiativa poetului romantic grec Alexandru Suțu, când problema de a relansa ceremonii antice și concursuri a fost discutată în Grecia, Evanghelie Zappas a început să ia în considerare modul în care aceste jocuri ar putea fi reînviate și chiar a propus ca acestea să fie numite "Olimpice". 
Zappa a redactat un memorandum în care propune ca noua instituție să stabilească faptul că ar ajuta Grecia să țină pasul cu revoluția industrială. Memorandumul a fost trimis la începutul anului 1856 în care se propunea ca jocurile să fie organizate la Atena, la 25 martie 1857. 
Zappa s-a angajat să suporte costul acestui eveniment, precum și de a construi o clădire olimpică la casa o expoziție de mostre de artă grecești și industrie. Clădirea va funcționa, de asemenea, ca un muzeu de antichități. Pentru a accelera acest plan, el a trimis imediat 2000 de florini austrieci în primul rând pentru a acoperi costurile de Olympia, care a fost numit prima Olimpiada Zappeiană.
A finanțat construcția Zappeionului în Atena, un complex de clădiri, cu stadion, amfiteatru de conferințe și cu săli de gimnastică.
Desigur, latifundiarul a acordat și alte ajutoare materiale. În România sunt cunoscute fondurile oferite pentru înființarea Academiei Române
și pentru reclădirea capitalei București, pârjolite de un mare incendiu. Alte donații au fost trimise de el către instituțiile locurilor sale de naștere sau în alte părți din fostul Imperiu Otoman.
Astăzi, Școala din Broșteni, Ialomița îi poartă numele.
Istoricul V. A. Urechia a declarat că l-a auzit pe Zappa spunând "Și eu hiu român".

## Jocurile Olimpice
În anul 1859, Evanghelie Zappa din România a organizat pe străzile Atenei alergări și alte genuri de competiții sportive.

## Moșii
În 1856, Meteleu-Lipănescu, cel mai vechi sat, din patru, al comunei Scutelnici, județul Buzău, trece din posesiunea paharnicului Constantin Lipănescu în stăpânirea lui Evanghelie Zappa.

## Afacerea Zappa
De numele moșierului se leagă și un lucru mai puțin cunoscut: afacerea Zappa. Înainte de a deceda, moșierul a lăsat moștenite toată averea sa (inclusiv cea din România) vărului său, Constantin Zappa, și statului grec, deși Constituția României de atunci interzicea străinilor de a avea drept de proprietate asupra bunurilor imobile rurale în România. 
După decesul acestuia, statul grec pretinde ca toată averea să-i revină lui determinând un diferend român-elen. Inițial, statul român s-a opus cererii statului grec, dar după un timp a cedat acordând printr-o ordonanță a Ministerului de Externe autorizația de moștenire lui Vanghelie Zappa chiar în ziua procesului. Acest lucru a determinat o interpelare în Parlamentul României a lui N. Fleva care consideră ordonanța „un act juridic absolut ridicol” și, în lipsă de altă explicație, constituie „un caz de patologie mintală.” La această interpelare se asociază și Take Ionescu care intervenise pentru a stigmatiza și el ordonanța sus-amintită. 